# Fernsehturm Russe
Der Fernsehturm Russe (bulgarisch Телевизионна кула Русе) ist ein 204 Meter hoher Fernsehturm aus Stahlbeton in Russe, Bulgarien. Ursprünglich wurde das Bauwerk als 206 Meter hoher Fernsehturm mit einem Café bzw. Restaurant auf der Spitze errichtet und ist der höchste Fernsehturm Bulgariens. In den 1990er-Jahren wurde eine zusätzliche Antenne hinzugefügt, wodurch die Höhe auf 210 Meter anstieg. Im März 2007 wurde die Antenne rekonstruiert und erreichte nun eine Höhe von 204 Metern.
Der Fernsehturm Russe wurde 1986 auf dem Hügel Leventa errichtet und am 7. Mai 1987 (unter kommunistischer Herrschaft) eingeweiht. Die Architekten des Projekts waren Stilyan Titkov, Evlogi Tsvetkov, Ivan Yantahtov und V. Vasilev. Der neu errichtete Turm begann mit der Ausstrahlung sowohl des bulgarischen Fernsehens als auch des sowjetischen Fernsehens sowie der drei Sender des bulgarischen Nationalradios: Horizont, Hristo Botev und Orpheus. In den folgenden Jahren kamen höhere Frequenzen zum Einsatz, und die Abschaltung alter Sender wurde am 15. August 2004 abgeschlossen.
Der Turm verfügte über eine für Touristen geöffnete Aussichtsplattform in 107 Metern Höhe, die einen Panoramablick auf Russe, die Donau, die Nachbarstadt Giurgiu in Rumänien und bis in die Karpaten bot.